# Coenonympha baltica
Coenonympha baltica är en fjärilsart som beskrevs av Goltz 1932. Coenonympha baltica ingår i släktet Coenonympha och familjen praktfjärilar. Inga underarter finns listade i Catalogue of Life.